# 1828 en Lorraine
Chronologie de la Lorraine
- 1824
- 1825
- 1826
- 1827
- 1828
- 1829
- 1830
- 1831
- 1832

Cette page est une liste d'événements qui se sont produits durant l'année 1828 en Lorraine.

## Éléments de contexte
- Des battues sont organisées pour se débarrasser des loups. Dans le département de la Meurthe 822 loups dont 775 louveteaux sont tués[1].

## Événements

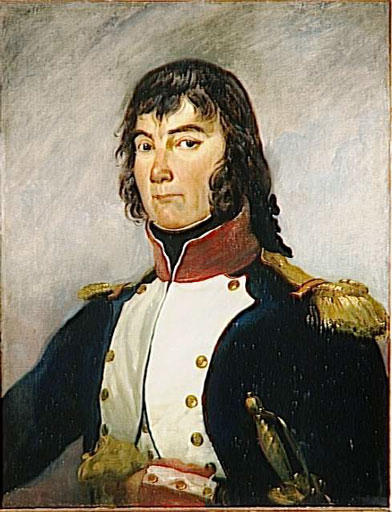
Le capitaine Georges Mouton en 1792.

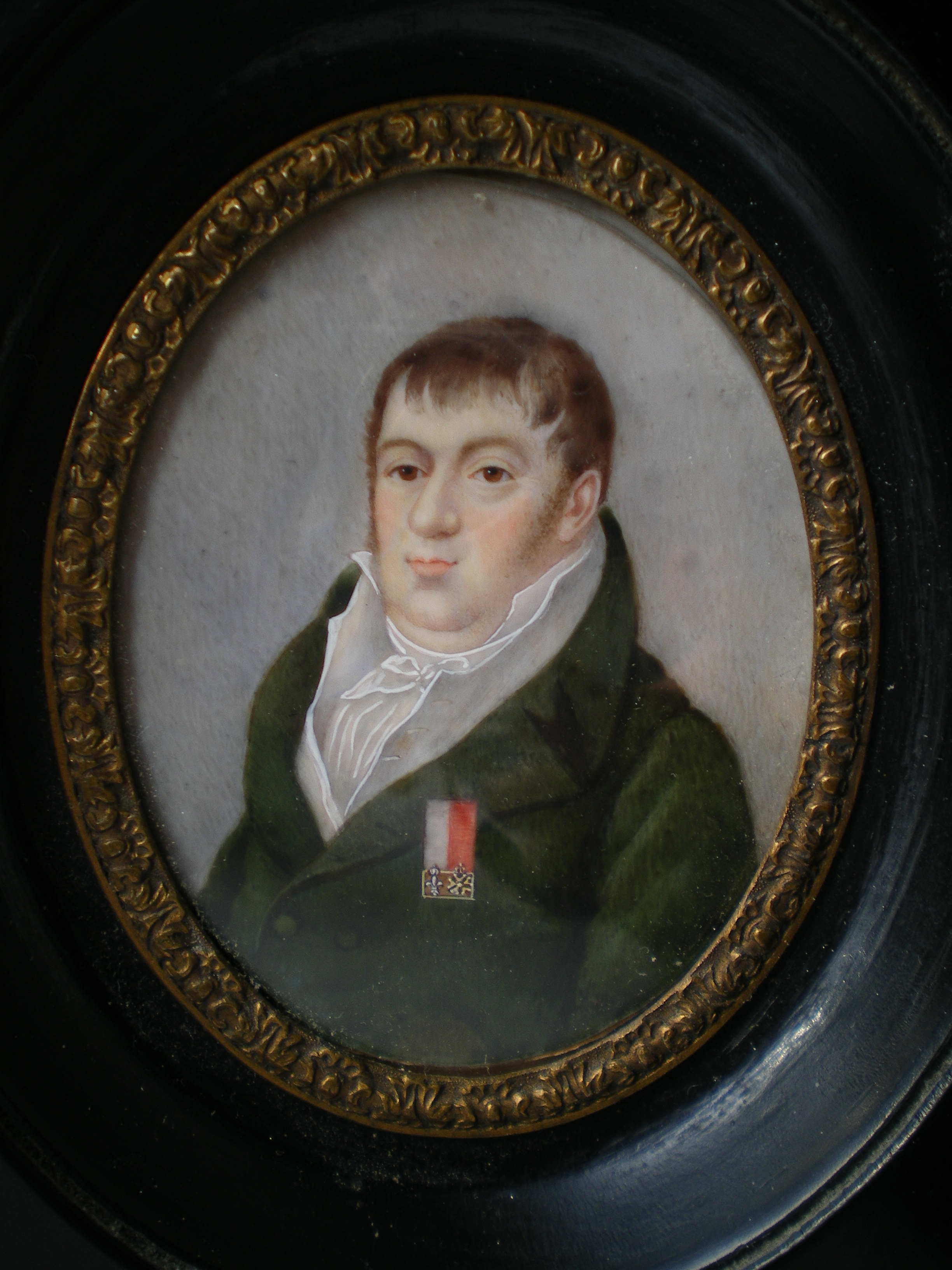
Louis Daniel Champy.

- Fondation de l'Académie lorraine des sciences (ALS)[2].
- Sont élus députés de la Meurthe :  Georges Mouton, siège parmi les opposants libéraux au régime de Charles X; Pierre François Marchal; Pierre Sébastien Thouvenel; François Alexandre de Metz et Antoine Jankovicz de Jeszenicze
- élus députés de la Meuse : Charles Antoine Génin; Charles-Adrien de Cholet; Louis de Sainte-Aulaire; Charles-Guillaume Étienne et Philippe Panon
- élus députés de la Moselle : Jean Baptiste Joseph de Lardemelle; Auguste de Balsac; Joseph Michel de Saint-Albin; Marie-Césaire du Teil; François Marchand-Collin; Joseph de Turmel; François Gabriel Simon et François Durand de Tichemont.
- élus députés des Vosges : Jean-François Jacqueminot; Antoine Boula de Coulombiers; Philippe-Gabriel de Marmier; Joseph Cuny; Louis Léopold Buquet; Charles Ferdinand Vaulot; Louis Daniel Champy et Joseph Falatieu.

- 21 avril : Alexandre Louis d’Allonville est nommé, préfet de la Meurthe, Conseiller d'État[3] en service extraordinaire. Pour la statue de Stanislas Leszczynski à Nancy, il choisit l'artiste, modifie les dessins, fait allonger le cimeterre du roi. Selon ses souhaits, ce dernier est en costume national polonais, mais d'Allonville concède à ce qu'il porte une perruque.
- Septembre : Charles X visite Verdun, Metz, Sarrebourg, Saint-Dié, Lunéville, Nancy et Bar-le-Duc, mais aussi l'Alsace[1].
- 5 septembre : l’Académie nationale de Metz, société savante ayant son siège à Metz, au 20 en Nexirue, reconnue d'utilité publique par décret[4].
- 11 octobre : dernière exécution publique à Metz[5]

### Presse écrite
- Début de la parution de l'hebdomadaire Petites affiches de Lunéville et de l'arrondissement[6]

## Naissances

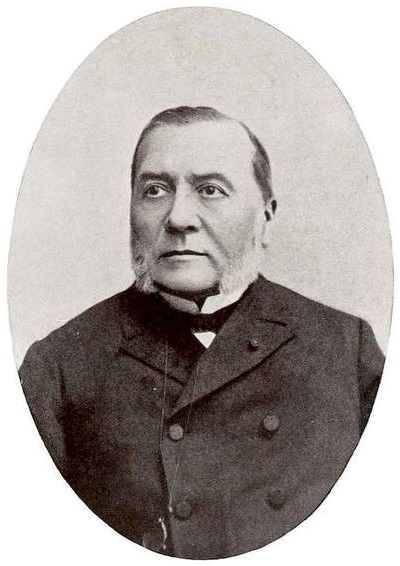
Charles Nicolas Welche.

- 17 janvier à Épinal : Antoine Paul Mahalin, mort à Paris 17e le 20 mars 1899[7], écrivain et journaliste français.
- 27 janvier à Plombières-les-Bains : Aimé-Henry Résal ou Henry Résal, né Amé-Hanry Résal[8], ingénieur français , mort le 22 août 1896 à Annemasse.
- 14 février à Dieuze : Edmond About, mort le 16 janvier 1885 à Paris 9e, écrivain, journaliste et critique d'art français, membre de l’Académie française.
- 27 mars à Metz : Charles Pêtre, pseudonyme de Charles Pette, mort  à Bourges le 30 octobre 1907[9], sculpteur français associé à l’École de Metz.
- 8 avril à Frauenberg  : Simon Lazard, décédé le 24 février 1898), banquier franco-américain, cofondateur de la Banque Lazard.
- 22 avril à Épinal : Jules Ferrette, mort à Genève le 10 octobre 1904, moine français et évêque errant.
- 23 avril à Nancy : Charles Nicolas Welche,  mort en 1902, avocat puis homme politique français.
- 23 mai à Bar-le-Duc : René Gry[10], mort le 23 février 1907, parolier et auteur dramatique français.
- 2 juin à Metz : Gustave Joseph Munier (1828-1897), général de division de la IIIe République.
- 19 juillet à Metz : François Émile Michel, mort le 23 mai 1909 à Paris ,  peintre et critique d'art français.
- 31 juillet à Bourdonnay : Arthur Benoit, mort le 15 février 1898 à Berthelming-sur-Sarre en Alsace-Lorraine allemande, collectionneur et bibliophile, archéologue et historien français[11].
- 16 août à Nancy : Émile Léon Poincaré, médecin et anatomiste français[12], mort le 15 septembre 1892 à Nancy[13],[14]. Il est le père du mathématicien Henri Poincaré, le beau-père du philosophe Émile Boutroux et l'oncle du président de la République Raymond Poincaré.
- 21 août à Coinches : Michel-Alexandre Petitnicolas, prêtre et missionnaire qui mourut en martyr en Corée le 12 mars 1866.
- 22 septembre à Blâmont : Édouard Lièvre, mort le 26 novembre 1886 à Paris, dessinateur, peintre, illustrateur, graveur, ornemaniste et ébéniste français de la seconde moitié du XIXe siècle.
- 13 octobre à Bar-le-Duc (Meuse) : Claude Millon, homme politique français décédé le 21 juillet 1887 à Lisle-en-Barrois (Meuse).
- 24 octobre à Verdun : Antoine-Gustave Watrinelle, mort le 24 avril 1913 à Ouistreham, sculpteur français.
- 28 décembre à Gros-Réderching : Émile Adam, mort le 3 mai 1899 à Nancy, militaire puis homme politique français, maire de Nancy de 1888 à 1892.

## Décès
- 21 janvier à Nancy : Nicolas Gehin, homme politique français né le 22 octobre 1753 à Ventron (Vosges).
- 8 mai à Ville-au-Val, dans la Meurthe : François Antoine Louis Bourcier, né le 23 février 1760 à La Petite-Pierre en Alsace, général français de la Révolution et de l’Empire.
- 16 septembre à Plombières-les-Bains : François Bernard de Mongenet, né le 17 décembre 1765, à Vesoul, général français de la Révolution et de l’Empire.
- 18 octobre à Nancy : Louis-Pierre-Joseph Prugnon, né à Nancy le 14 août 1745, avocat et homme politique français, député aux États généraux de 1789 et à l'Assemblée constituante.
- 14 novembre à Nancy : Berr Isaac Berr de Turique né à Nancy en 1745,  négociant, fabricant de tabac, défenseur de l'émancipation des juifs en France.
- 15 décembre à Nancy :  Charles Louis Dieudonné Grandjean, né à Nancy le 29 décembre 1768. Son nom est inscrit sur le côté Est de l'arc de triomphe de l'Étoile, 16e colonne.